# Diamict

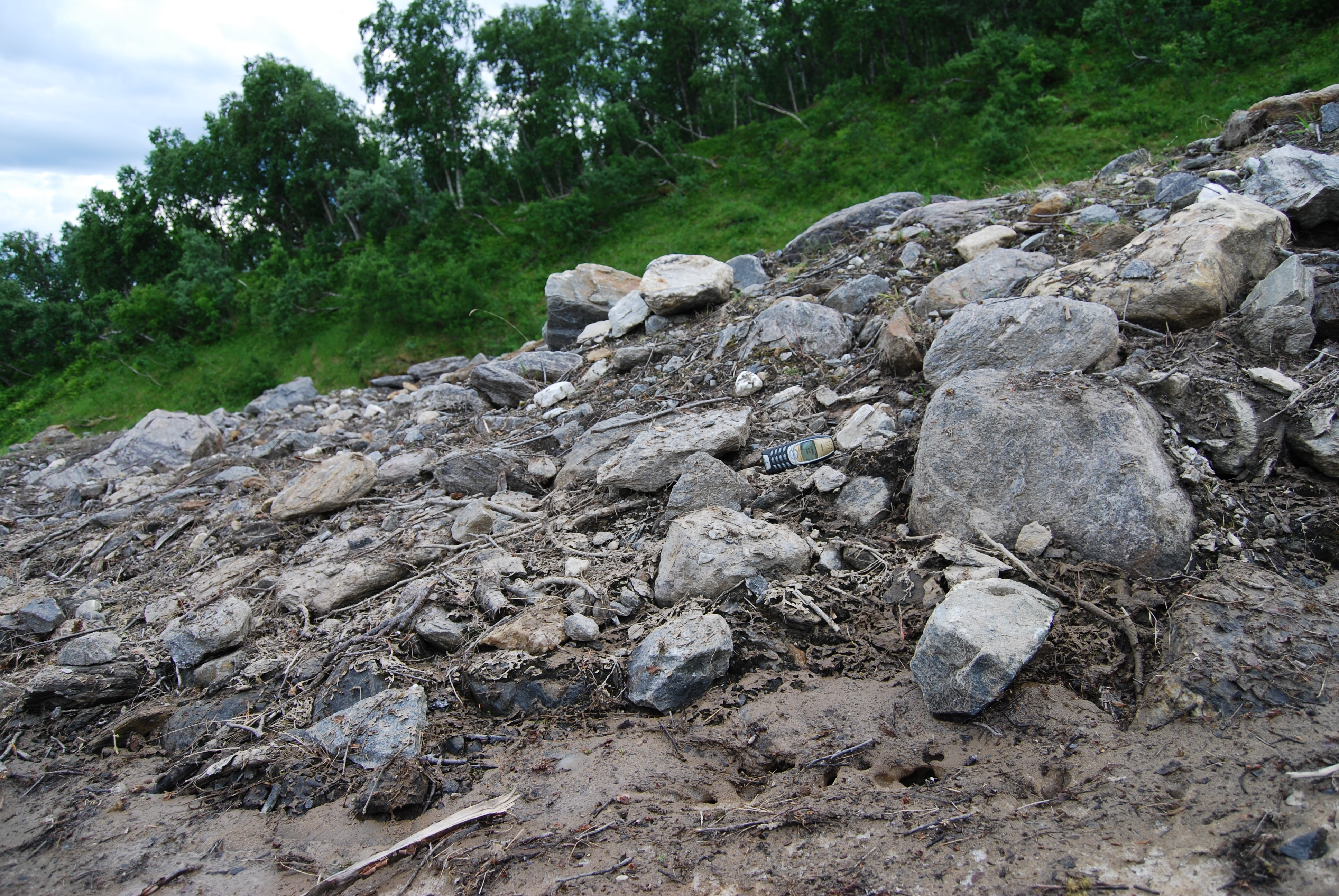
Diamict na een puinlawine in Noorwegen

Diamict is in de geologie een term voor een sediment dat zeer slecht gesorteerd is (dat wil zeggen dat de korrelgroottes in het sediment erg verschillend zijn). Korrels met de grootte van grind (> 2 mm) komen voor in een matrix van kleinere deeltjes (klei, silt). Een gelithificeerd diamict wordt wel een diamictiet genoemd.
De naam diamict zegt niets over het ontstaan, hoewel veel diamicten ontstaan in glaciale omstandigheden. Sediment dat door gletsjers in morenes wordt afgezet is meestal slecht gesorteerd en laat grote verschillen in compositie en textuur zien. Een andere mogelijke oorsprong van diamicten zijn massabewegingen zoals lawines. Een diamict die door glaciale processen is afgezet, wordt till genoemd.